# Can't Feel My Face
"Can't Feel My Face" là một bài hát của nghệ sĩ thu âm người Mỹ The Weeknd nằm trong album phòng thu thứ hai của anh, Beauty Behind the Madness (2015). Nó được phát hành vào ngày 8 tháng 6 năm 2015 như là đĩa đơn thứ ba trích từ album bởi XO và Republic Records, sau khi The Weeknd trình diễn bài hát lần đầu tiên tại Hội thảo nhà phát triển toàn cầu Apple vào cùng ngày. "Can't Feel My Face" được đồng viết lời bởi nam ca sĩ, Savan Kotecha, Peter Svensson với những nhà sản xuất nó Max Martin và Ali Payami, đồng thời cũng là những cộng tác viên quen thuộc xuyên suốt sự nghiệp của anh, và họ cũng tham gia sáng tác cho hai tác phẩm khác từ Beauty Behind the Madness, bao gồm đĩa đơn tiếp theo "In the Night" và "Shameless". Bài hát là sự kết hợp giữa những yếu tố âm nhạc giữa pop, disco và funk mang nội dung đề cập đến cảm giác say đắm của một người đàn ông với một người phụ nữ mà anh biết là không tốt cho bản thân, và anh đang đắm chìm vào tình yêu đó cũng như không có dấu hiệu dừng lại. Một phiên bản phối lại của nó với sự tham gia sản xuất từ Martin Garrix, đã được phát hành.
Sau khi phát hành, "Can't Feel My Face" nhận được những phản ứng đa phần là tích cực từ các nhà phê bình âm nhạc, trong đó họ đánh giá cao giai điệu bắt tai, chất giọng của The Weeknd và quá trình sản xuất nó, đồng thời so sánh với những tác phẩm của Michael Jackson. Ngoài ra, bài hát còn gặt hái nhiều giải thưởng và đề cử tại những lễ trao giải lớn, bao gồm hai đề cử giải Grammy cho Thu âm của năm và Trình diễn đơn ca pop xuất sắc nhất tại lễ trao giải thường niên lần thứ 58. "Can't Feel My Face" cũng tiếp nhận những thành công vượt trội về mặt thương mại, đứng đầu các bảng xếp hạng ở Canada, Đan Mạch, Ireland và New Zealand, đồng thời lọt vào top 10 ở nhiều quốc gia khác, bao gồm vươn đến top 5 ở những thị trường lớn như Úc, Pháp, Hà Lan, Na Uy và Vương quốc Anh. Tại Hoa Kỳ, nó đạt vị trí số một trên bảng xếp hạng Billboard Hot 100 trong ba tuần không liên tiếp, trở thành đĩa đơn quán quân đầu tiên của The Weeknd tại đây. Tính đến nay, nó đã bán được hơn 12 triệu bản trên toàn cầu, trở thành một trong những đĩa đơn bán chạy nhất mọi thời đại.
Video ca nhạc cho "Can't Feel My Face" được đạo diễn bởi Grant Singer, trong đó bao gồm những cảnh The Weeknd hát ở một câu lạc bộ nhưng không được chú ý, cho đến khi một người đàn ông đến và đốt cháy anh, và khiến mọi người trong khán phòng trở nên hứng thú và bắt đầu nhảy múa. Nó đã gặt hái hai đề cử tại giải Video âm nhạc của MTV năm 2016 cho Video xuất sắc nhất của nam ca sĩ và Kĩ xảo xuất sắc nhất. Để quảng bá bài hát, nam ca sĩ đã trình diễn nó trên nhiều chương trình truyền hình và lễ trao giải lớn, bao gồm giải Video âm nhạc của MTV năm 2015, Show thời trang Victoria's Secret năm 2015 và giải Grammy lần thứ 58, cũng như trong nhiều chuyến lưu diễn của anh. Kể từ khi phát hành, "Can't Feel My Face" đã được hát lại và sử dụng làm nhạc mẫu bởi nhiều nghệ sĩ, như Stevie Wonder, Taylor Swift, Ariana Grande, Charlie Puth, Alessia Cara, Jimmy Fallon, Sam Tsui và Walk Off The Earth, cũng như xuất hiện trong nhiều tác phẩm điện ảnh và truyền hình, bao gồm Being Mary Jane, Cooper Barrett's Guide to Surviving Life, Empire, The Real O'Neals, Superstore và Younger.

## Danh sách bài hát
- Tải kĩ thuật số

1. "Can't Feel My Face" – 3:33

- Đĩa CD[1]

1. "Can't Feel My Face" – 3:33
2. "The Hills" – 4:02

## Xếp hạng
| Bảng xếp hạng (2015-16)                   | Vị trí cao nhất |
| ----------------------------------------- | --------------- |
| Argentina (Monitor Latino)                | 12              |
| Úc (ARIA)                                 | 2               |
| Áo (Ö3 Austria Top 40)                    | 14              |
| Bỉ (Ultratop 50 Flanders)                 | 13              |
| Bỉ (Ultratop 50 Wallonia)                 | 24              |
| Canada (Canadian Hot 100)                 | 1               |
| Canada CHR/Top 40 (Billboard)             | 1               |
| Canada Hot AC (Billboard)                 | 1               |
| Cộng hòa Séc (Singles Digitál Top 100)    | 2               |
| Đan Mạch (Tracklisten)                    | 1               |
| Phần Lan (Suomen virallinen lista)        | 11              |
| Pháp (SNEP)                               | 5               |
| Đức (Official German Charts)              | 14              |
| Hungary (Rádiós Top 40)                   | 34              |
| Hungary (Single Top 40)                   | 11              |
| Hungary (Dance Top 40)                    | 24              |
| Ireland (IRMA)                            | 1               |
| Ý (FIMI)                                  | 9               |
| Israel (Media Forest)                     | 1               |
| Nhật Bản (Japan Hot 100)                  | 45              |
| Mexico (AMPROFON)                         | 5               |
| Hà Lan (Dutch Top 40)                     | 2               |
| Hà Lan (Single Top 100)                   | 3               |
| New Zealand (Recorded Music NZ)           | 1               |
| Na Uy (VG-lista)                          | 5               |
| Ba Lan (Polish Airplay Top 100)           | 9               |
| Scotland (OCC)                            | 7               |
| Slovakia (Rádio Top 100)                  | 15              |
| Slovakia (Singles Digitál Top 100)        | 2               |
| Slovenia (SloTop50)                       | 12              |
| Nam Phi (EMA)                             | 1               |
| Tây Ban Nha (PROMUSICAE)                  | 12              |
| Thụy Điển (Sverigetopplistan)             | 6               |
| Thụy Sĩ (Schweizer Hitparade)             | 8               |
| Anh Quốc (OCC)                            | 3               |
| Hoa Kỳ Billboard Hot 100                  | 1               |
| Hoa Kỳ Adult Contemporary (Billboard)     | 13              |
| Hoa Kỳ Adult Pop Airplay (Billboard)      | 2               |
| Hoa Kỳ Dance Club Songs (Billboard)       | 20              |
| Hoa Kỳ Dance/Mix Show Airplay (Billboard) | 2               |
| Hoa Kỳ Hot R&B/Hip-Hop Songs (Billboard)  | 1               |
| Hoa Kỳ Pop Airplay (Billboard)            | 1               |
| Hoa Kỳ Rhythmic (Billboard)               | 1               |
| Venezuela Tiếng Anh (Record Report)       | 2               |

| Bảng xếp hạng (2015)                     | Vị trí |
| ---------------------------------------- | ------ |
| Australia (ARIA)                         | 12     |
| Australia Urban (ARIA)                   | 6      |
| Austria (Ö3 Austria Top 40)              | 55     |
| Belgium (Ultratop 50 Flanders)           | 56     |
| Canada (Canadian Hot 100)                | 8      |
| Denmark (Tracklisten)                    | 12     |
| France (SNEP)                            | 56     |
| Germany (Official German Charts)         | 47     |
| Hungary (Single Top 10)                  | 60     |
| Israel (Media Forest)                    | 6      |
| Italy (FIMI)                             | 35     |
| Netherlands (Dutch Top 40)               | 10     |
| Netherlands (Single Top 100)             | 20     |
| New Zealand (Recorded Music NZ)          | 10     |
| Romania (Romanian Chart Top 100)         | 90     |
| Russia Airplay (Tophit)                  | 69     |
| South Korea (Gaon International Singles) | 91     |
| Spain (PROMUSICAE)                       | 45     |
| Sweden (Sverigetopplistan)               | 25     |
| Switzerland (Schweizer Hitparade)        | 38     |
| UK Singles (Official Charts Company)     | 21     |
| US Billboard Hot 100                     | 12     |
| US Adult Contemporary (Billboard)        | 30     |
| US Adult Top 40 (Billboard)              | 14     |
| US Dance/Mix Show Airplay (Billboard)    | 11     |
| US Hot R&B/Hip-Hop Songs (Billboard)     | 5      |
| US Pop Songs (Billboard)                 | 3      |
| US Rhythmic (Billboard)                  | 1      |
| Bảng xếp hạng (2016)                     | Vị trí |
| Argentina (Monitor Latino)               | 29     |
| Australia Urban (ARIA)                   | 20     |
| Brazil (Brasil Hot 100)                  | 71     |
| Canada (Canadian Hot 100)                | 36     |
| France (SNEP)                            | 132    |
| Hungary (Dance Top 40)                   | 96     |
| Israel (Media Forest)                    | 32     |
| Netherlands (Dutch Top 40)               | 189    |
| Russia Airplay (Tophit)                  | 102    |
| South Korea (Gaon International Singles) | 49     |
| Switzerland (Schweizer Hitparade)        | 97     |
| UK Singles (Official Charts Company)     | 79     |
| US Billboard Hot 100                     | 72     |

| Bảng xếp hạng                        | Vị trí |
| ------------------------------------ | ------ |
| UK Singles (Official Charts Company) | 139    |
| US Billboard Hot 100                 | 355    |

## Chứng nhận
| Quốc gia | Chứng nhận     | Số đơn vị/doanh số chứng nhận |
| --- | -------------- | ----------------------------- |
| Úc (ARIA) | 4× Bạch kim    | 280.000‡                      |
| Bỉ (BEA) | Bạch kim       | 20.000‡                       |
| Đan Mạch (IFPI Đan Mạch) | 2× Bạch kim    | 120,000^                      |
| Pháp (SNEP) | Vàng           | 75.000*                       |
| Đức (BVMI) | Bạch kim       | 300.000‡                      |
| Ý (FIMI) | 2× Bạch kim    | 150.000‡                      |
| México (AMPROFON) | Kim cương+Vàng | 330.000‡                      |
| New Zealand (RMNZ) | 3× Bạch kim    | 45.000*                       |
| Na Uy (IFPI) | Bạch kim       | 40.000‡                       |
| Ba Lan (ZPAV) | 3× Bạch kim    | 60.000‡                       |
| Hàn Quốc (Gaon Chart) | —              | 277,793                       |
| Tây Ban Nha (PROMUSICAE) | 2× Bạch kim    | 80.000‡                       |
| Thụy Điển (GLF) | 6× Bạch kim    | 120.000‡                      |
| Anh Quốc (BPI) | 2× Bạch kim    | 1,299,644                     |
| Hoa Kỳ (RIAA) | 7× Bạch kim    | 7.000.000‡                    |
| * Chứng nhận dựa theo doanh số tiêu thụ. ^ Chứng nhận dựa theo doanh số nhập hàng. ‡ Chứng nhận dựa theo doanh số tiêu thụ và phát trực tuyến. |                |                               |